# كلينت هيل (لاعب كرة قدم)
كلينت هيل (بالإنجليزية: Clint Hill)‏ (19 أكتوبر 1978 في المملكة المتحدة - ) هو لاعب كرة قدم بريطاني في مركز الظهير. لعب مع أولدهام أثلتيك وستوك سيتي وكريستال بالاس وكوينز بارك رينجرز ونادي ترانمير روفرز لكرة القدم ونوتينغهام فورست.

## وصلات خارجية
- كلينت هيل على موقع قاعدة بيانات كرة القدم.إي يو (الإنجليزية)
- كلينت هيل على موقع Soccerbase.com (لاعب) (الإنجليزية)
- كلينت هيل على موقع Soccerway.com (الإنجليزية)
- كلينت هيل على موقع عالم كرة القدم.نت (الإنجليزية)
- كلينت هيل على موقع AS.com (الإسبانية)